# Усожа (железнодорожный разъезд)
Усожа — железнодорожный разъезд в Комаричском районе Брянской области, входит в состав Литижского сельского поселения.

## География
Находится в юго-восточной части Брянской области, у железнодорожной линии Навля — Льгов, на расстоянии 10 км к северо-востоку от одноимённого села и приблизительно 8 км (по прямой) к юго-востоку от посёлка городского типа Комаричи, административного центра района.

### Часовой пояс
Железнодорожный разъезд Усожа, как и вся Брянская область, находится в часовой зоне МСК (московское время). Смещение применяемого времени относительно UTC составляет +3:00.

## История
На карте 1941 года железнодорожный разъезд уже был отмечен.

## Население
| 2010 | 2013 |
| ---- | ---- |
| 0    | →0   |

### Национальный состав
Согласно результатам переписи 2002 года, в национальной структуре населения русские составляли 100 % из 6 чел.